# Franklin Street
Franklin Street è una fermata della metropolitana di New York situata sulla linea IRT Broadway-Seventh Avenue. Nel 2019 è stata usata da 1 567 005 passeggeri. È servita dalla linea 1 sempre e dalla linea 2 solo di notte.

## Storia
La stazione fu aperta il 1º luglio 1918. Venne ristrutturata a inizio anni 1990.

## Strutture e impianti
La stazione è sotterranea, ha due banchine laterali e quattro binari, i due esterni per i treni locali e i due interni per quelli espressi. È posta al di sotto di Varick Street e non ha un mezzanino, ognuna delle due banchine ospita infatti due gruppi di tornelli con le scale per il piano stradale, quelle nord portano all'incrocio con North Moore Street mentre quelle sud all'incrocio con Franklin Street.

## Interscambi
La stazione è servita da alcune autolinee gestite da NYCT Bus e NJT Bus.
- Fermata autobus